# Offekerque
Offekerque est une commune française située dans le département du Pas-de-Calais en région Hauts-de-France. Ses habitants sont appelés les Offekerquois. La commune est membre de la communauté de communes de la Région d'Audruicq.

## Géographie

### Localisation
Localisée dans le nord-est du département du Pas-de-Calais, en retrait du littoral, Offekerque est une commune rurale du Calaisis situé à 8 km au nord-nord-ouest de la commune d'Audruicq et à 12 km à l'est de la commune de Calais (aire d'attraction et chef-lieu d'arrondissement). Recouvert en grande partie par des marais sillonnés par la rivière d'Oye et des petits watergangs, le territoire d'Offekerque est coupé en deux par l'autoroute A16.
Le territoire de la commune est limitrophe de ceux de cinq communes.
Les communes limitrophes sont  Guemps, Marck, Nortkerque, Nouvelle-Église et Oye-Plage.

### Géologie et relief
La superficie de la commune est de 13,37 km2 ; son altitude varie de 1  à   5 mètres.

### Hydrographie
Le territoire de la commune est situé dans le bassin Artois-Picardie.
La commune est traversée par plusieurs cours d'eau :
- le canal de Calais, d'une longueur de 32,51 km, qui prend sa source dans la commune de Saint-Pierre-Brouck, dans le département du Nord, et se jette dans la Manche au niveau de la commune de Calais[4] ;
- la rivière d'Oye, d'une longueur de 13,52 km, qui prend sa source dans la commune de Marck et se jette dans l'Aa canalisée au niveau de la commune de Gravelines[5] ;
- le Vinfil, cours d'eau naturel non navigable de 6,38 km, qui prend sa source dans la commune de Vieille-Église et se jette dans le canal de Marck au niveau de la commune d'Ardres[6] ;
- le watergang de la Serpentine, cours d'eau naturel non navigable de 4,27 km, qui prend sa source dans la commune d'Ardres et se jette dans le Traquenard au niveau de la commune[7] ;

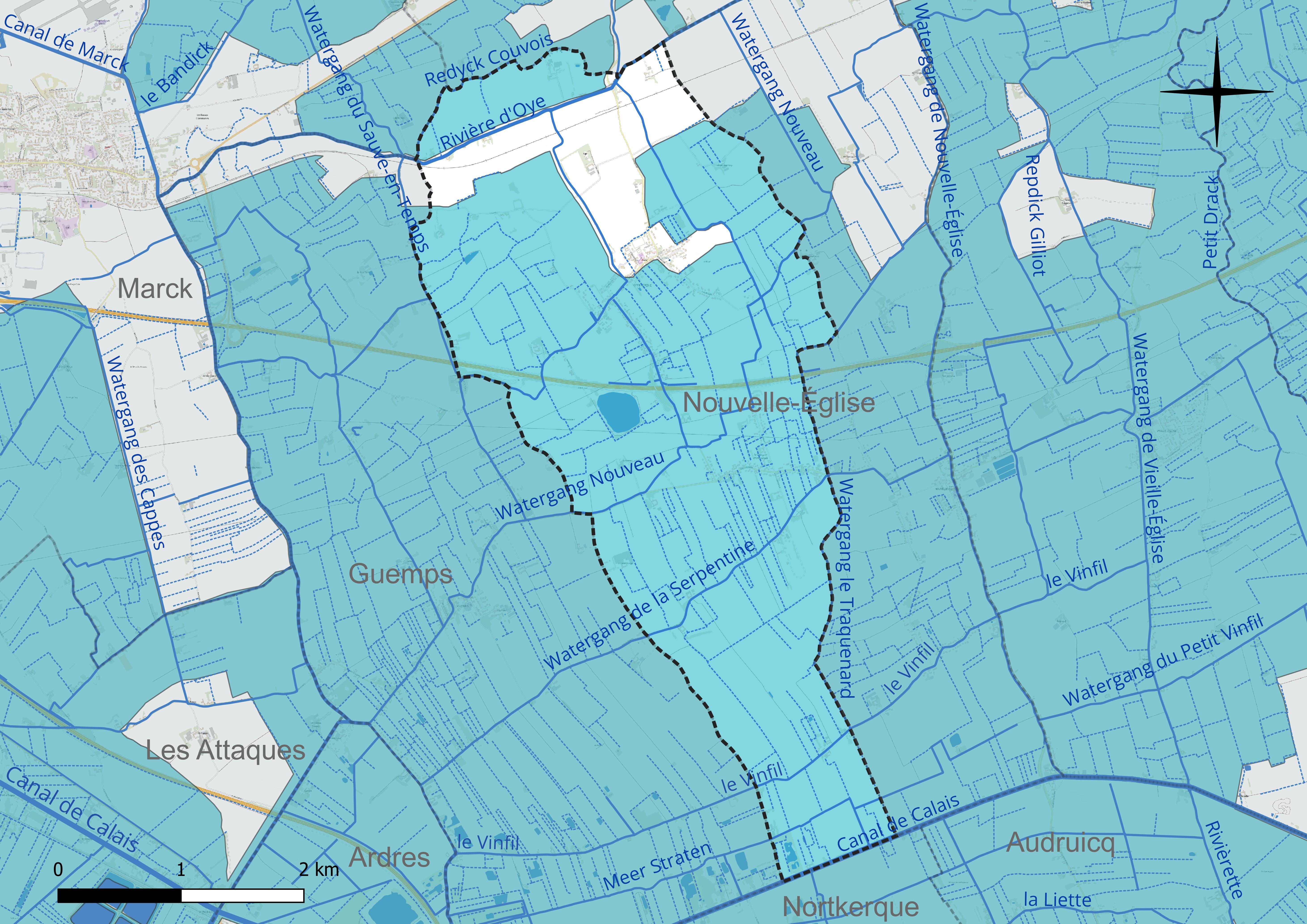
Réseau hydrographique d'Offekerque.

- le watergang Meerstraten, cours d'eau naturel non navigable de 3,86 km, qui prend sa source dans la commune d'Ardres et se jette dans le canal de Calais au niveau de la commune[8].

### Climat
Pour des articles plus généraux, voir Climat des Hauts-de-France et Climat du Nord-Pas-de-Calais.
En 2010, le climat de la commune est de type climat océanique altéré, selon une étude du CNRS s'appuyant sur une série de données couvrant la période 1971-2000. En 2020, Météo-France publie une typologie des climats de la France métropolitaine dans laquelle la commune est exposée à un climat océanique et est dans la région climatique Côtes de la Manche orientale, caractérisée par un faible ensoleillement (1 550 h/an) ; forte humidité de l’air (plus de 20 h/jour avec humidité relative > 80 % en hiver), vents forts fréquents.
Pour la période 1971-2000, la température annuelle moyenne est de 10,8 °C, avec une amplitude thermique annuelle de 13,3 °C. Le cumul annuel moyen de précipitations est de 689 mm, avec 11,9 jours de précipitations en janvier et 7,8 jours en juillet. Pour la période 1991-2020, la température moyenne annuelle observée sur la station météorologique la plus proche, située sur la commune de Marck à 5 km à vol d'oiseau, est de 11,0 °C et le cumul annuel moyen de précipitations est de 737,1 mm,. Pour l'avenir, les paramètres climatiques de la commune estimés pour 2050 selon différents scénarios d'émission de gaz à effet de serre sont consultables sur un site dédié publié par Météo-France en novembre 2022.
| Mois                                  | jan.          | fév.           | mars          | avril         | mai           | juin           | jui.           | août           | sep.           | oct.            | nov.            | déc.             | année     |
| ------------------------------------- | ------------- | -------------- | ------------- | ------------- | ------------- | -------------- | -------------- | -------------- | -------------- | --------------- | --------------- | ---------------- | --------- |
| Température minimale moyenne (°C)     | 2,7           | 2,7            | 3,9           | 5,5           | 8,5           | 11,3           | 13,5           | 13,6           | 11,4           | 8,8             | 5,7             | 3,3              | 7,6       |
| Température moyenne (°C)              | 5,1           | 5,5            | 7,2           | 9,6           | 12,5          | 15,3           | 17,6           | 17,9           | 15,4           | 12,2            | 8,4             | 5,7              | 11        |
| Température maximale moyenne (°C)     | 7,6           | 8,2            | 10,5          | 13,6          | 16,6          | 19,4           | 21,8           | 22,2           | 19,5           | 15,6            | 11,1            | 8,1              | 14,5      |
| Record de froid (°C) date du record   | −14 08.01.10  | −11,3 11.02.12 | −5,9 01.03.18 | −5 08.04.03   | −0,5 01.05.21 | 3,3 05.06.1991 | 4,9 07.07.1996 | 5,6 29.08.1993 | 0,9 22.09.1997 | −5,7 29.10.1997 | −7,1 24.11.1998 | −13,2 28.12.1996 | −14 2010  |
| Record de chaleur (°C) date du record | 17,3 01.01.22 | 19,6 24.02.21  | 23,6 31.03.21 | 25,5 22.04.11 | 31,1 27.05.05 | 34 21.06.17    | 39,9 19.07.22  | 35,7 06.08.03  | 32,6 10.09.23  | 27,6 02.10.11   | 20,2 07.11.15   | 17 19.12.15      | 39,9 2022 |
| Ensoleillement (h)                    |               |                |               | 2 107         | 2 318         | 2 212          | 2 393          | 2 138          | 1 738          | 1 146           | 758             | 631              |           |
| Précipitations (mm)                   | 59,5          | 47,2           | 40,2          | 37,9          | 49,6          | 51,6           | 54,7           | 67,1           | 62,9           | 91              | 92,4            | 83               | 737,1     |

### Milieux naturels et biodiversité
L’Inventaire national du patrimoine naturel (INPN) recense plusieurs espèces faunistiques et floristiques sur le territoire de la commune dont certaines sont protégées et d’autres menacées et quasi-menacées.

## Urbanisme

### Typologie
Au 1er janvier 2024, Offekerque est catégorisée commune rurale à habitat dispersé, selon la nouvelle grille communale de densité à sept niveaux définie par l'Insee en 2022.
Elle est située hors unité urbaine. Par ailleurs la commune fait partie de l'aire d'attraction de Calais, dont elle est une commune de la couronne,. Cette aire, qui regroupe 45 communes, est catégorisée dans les aires de 50 000 à moins de 200 000 habitants,.

### Occupation des sols
L'occupation des sols de la commune, telle qu'elle ressort de la base de données européenne d’occupation biophysique des sols Corine Land Cover (CLC), est marquée par l'importance des territoires agricoles (94,2 % en 2018), en diminution par rapport à 1990 (100 %). La répartition détaillée en 2018 est la suivante : 
terres arables (93,7 %), zones urbanisées (5,8 %), zones agricoles hétérogènes (0,5 %). L'évolution de l’occupation des sols de la commune et de ses infrastructures peut être observée sur les différentes représentations cartographiques du territoire : la carte de Cassini (XVIIIe siècle), la carte d'état-major (1820-1866) et les cartes ou photos aériennes de l'IGN pour la période actuelle (1950 à aujourd'hui).

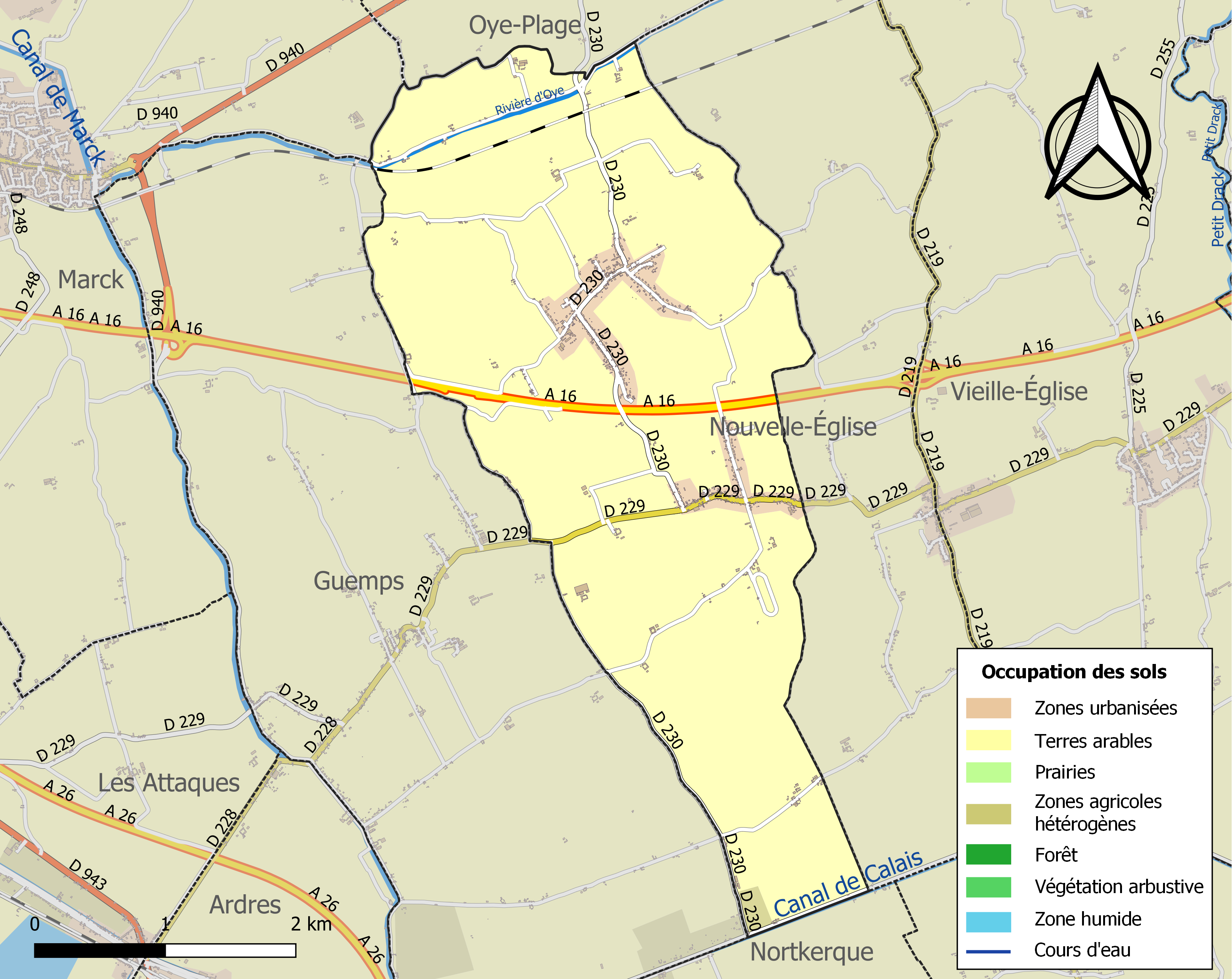
Carte des infrastructures et de l'occupation des sols de la commune en 2018 (CLC).

### Voies de communication et transports
La commune disposait d'une gare, toujours visible, sur la ligne de Coudekerque-Branche aux Fontinettes.

## Toponymie
Le nom de la localité est attesté sous les formes Houve en 1100 ; Hove en 1216 ; Hovo vers 1512 ; Hofkirke, Hovekirke, Howkirke, Howerkirke en 1556 ; Offequesque en 1566 ; Offekierque, Offequerque en 1583 ; Offrigi Capella en 1640 ; Ofquerque en 1739 ; Offequerque en 1793 ; Offequerque et Offekerque depuis 1801.
Le nom d'Offekerque  est initialement issu du néerlandais hoeve, hof (ferme, cour, enclos, ), on y a ajouté, au cours du bas Moyen Âge, l'élément néerlandais kerk (église), du germanique hove-kerk, signifiant « église de la ferme ».
Son nom en flamand est Offekerke.

## Histoire
Au XIVe siècle, Offekerque est essentiellement une terre de marais.
Sur la route des invasions, la commune fut souvent éprouvée au cours des siècles, comme en témoignent les anciennes casemates disséminées sur son territoire.
Offekerque faisait partie des paroisses proches de Calais occupées par les Anglais depuis le 4 août 1347, date à laquelle ceux-ci ont pris Calais. Elle est restée anglaise pendant 150 ans jusqu'à janvier 1558, date à laquelle les Français reprennent Calais (siège de Calais 1558).

### Première Guerre mondiale
Pendant la Première Guerre mondiale, Offekerque dépend du commandement d'étapes ayant son siège à Nouvelle-Église. En juillet 1917, la commune accueille ainsi de l'ordre de 1 200 fusiliers-marins.
Le 30 septembre 1917, un soldat cantonné dans le village est mort de congestion en se baignant. Le 1 décembre 1917, le commandement d'étapes est transféré à Saint-Folquin, dont relève dès lors la commune.
Lorsqu'un raid aérien ennemi est annoncé, le responsable du commandement d'étapes fait prévenir toutes les communes qui font partie du groupe afin que soit appliquée la principale consigne donnée dans cette situation : masquer les lumières. Le 22 mars, ce responsable signale, il l'avait déjà fait le 21 janvier 1918, qu'il ne peut prévenir par téléphone trois communes : Nouvelle-Église, Guemps et Offekerque, et ne dispose donc d'aucun moyen efficace pour faire parvenir le signal. À la date du 22 mars, les sécheries de chicorée situées sur les trois communes ne fonctionnent plus, ce qui rend moins essentiel de pouvoir faire parvenir le message d'alerte. Offekerque a encore sur la commune un moulin en fonctionnement à cette époque. Il lui arrive de travailler la nuit mais les lumières sont toujours voilées, ce qui n'oblige pas à un avertissement spécial en cas d'alerte puisque les précautions sont prises de façon permanente. Le responsable du commandement d'étapes s'est rendu à Offekerque, qui est située à 10 km de Saint-Folquin par la route, le 21 mars 1918 pour discuter de la  situation avec le secrétaire de mairie.

## Politique et administration

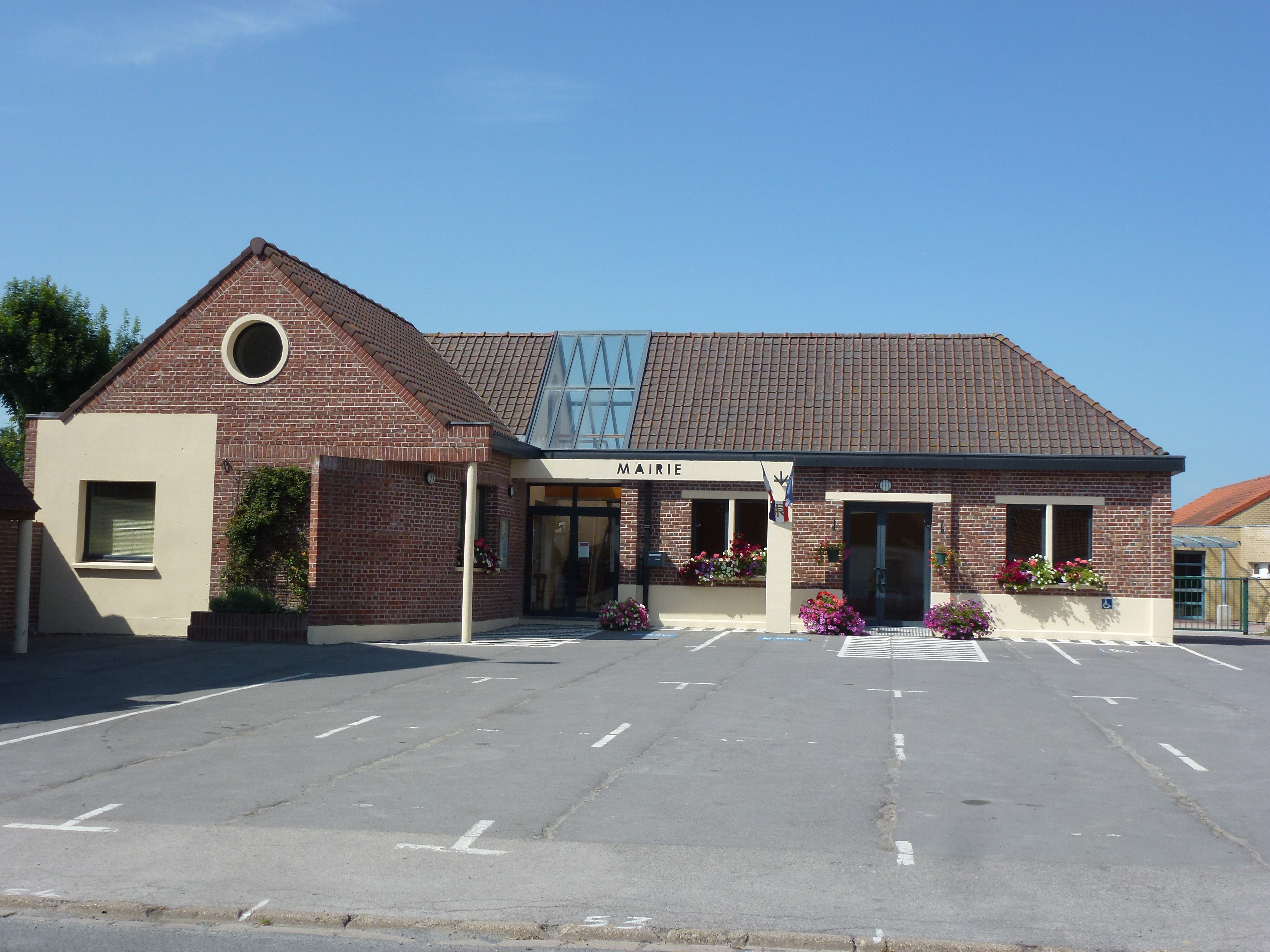
La mairie.

### Découpage territorial
La commune se trouve dans l'arrondissement de Calais du département du Pas-de-Calais.
Par arrêté préfectoral du 20 décembre 2016, la commune est détachée le 1er janvier 2017 de l'arrondissement de Saint-Omer pour intégrer l'arrondissement de Calais.

#### Commune et intercommunalités
La commune est membre de la communauté de communes de la Région d'Audruicq qui regroupe 15 communes et totalise 28 077 habitants en 2021.

#### Circonscriptions administratives
La commune est rattachée au canton de Marck.

#### Circonscriptions électorales
Pour l'élection des députés, la commune fait partie de la septième circonscription du Pas-de-Calais.

### Élections municipales et communautaires

#### Liste des maires
| Période                                  | Période                      | Identité          | Étiquette | Qualité                                                           |
| ---------------------------------------- | ---------------------------- | ----------------- | --------- | ----------------------------------------------------------------- |
| Les données manquantes sont à compléter. |                              |                   |           |                                                                   |
| 1980                                     | 2001                         | Pierre Gorain     |           |                                                                   |
| mars 2001                                | 2008                         | Georges Paris     |           |                                                                   |
| mars 2008                                | En cours (au 1er avril 2022) | Clotilde Beaufils |           | Réélue pour le mandat 2014-2020, Réélue pour le mandat 2020-2026, |

## Population et société

### Démographie
Les habitants sont appelés les Offekerquois.

#### Évolution démographique
L'évolution du nombre d'habitants est connue à travers les recensements de la population effectués dans la commune depuis 1793. Pour les communes de moins de 10 000 habitants, une enquête de recensement portant sur toute la population est réalisée tous les cinq ans, les populations de référence des années intermédiaires étant quant à elles estimées par interpolation ou extrapolation. Pour la commune, le premier recensement exhaustif entrant dans le cadre du nouveau dispositif a été réalisé en 2006.

En 2022, la commune comptait 1 288 habitants, en évolution de +11,03 % par rapport à 2016 (Pas-de-Calais : −0,72 %, France hors Mayotte : +2,11 %).
| 1793 | 1800 | 1806 | 1821 | 1831 | 1836 | 1841 | 1846 | 1851 |
| ---- | ---- | ---- | ---- | ---- | ---- | ---- | ---- | ---- |
| 515  | 474  | 486  | 552  | 532  | 595  | 609  | 637  | 651  |

| 1856 | 1861 | 1866 | 1872 | 1876 | 1881 | 1886 | 1891 | 1896 |
| ---- | ---- | ---- | ---- | ---- | ---- | ---- | ---- | ---- |
| 659  | 663  | 651  | 615  | 634  | 580  | 606  | 650  | 715  |

| 1901 | 1906 | 1911 | 1921 | 1926 | 1931 | 1936 | 1946 | 1954 |
| ---- | ---- | ---- | ---- | ---- | ---- | ---- | ---- | ---- |
| 692  | 678  | 712  | 658  | 703  | 683  | 672  | 670  | 629  |

| 1962 | 1968 | 1975 | 1982 | 1990 | 1999 | 2006  | 2011  | 2016  |
| ---- | ---- | ---- | ---- | ---- | ---- | ----- | ----- | ----- |
| 634  | 635  | 628  | 698  | 759  | 939  | 1 008 | 1 122 | 1 160 |

| 2021  | 2022  | - | - | - | - | - | - | - |
| ----- | ----- | - | - | - | - | - | - | - |
| 1 251 | 1 288 | - | - | - | - | - | - | - |

#### Pyramide des âges
En 2018, le taux de personnes d'un âge inférieur à 30 ans s'élève à 42,4 %, soit au-dessus de la moyenne départementale (36,7 %). À l'inverse, le taux de personnes d'âge supérieur à 60 ans est de 14,6 % la même année, alors qu'il est de 24,9 % au niveau départemental.
En 2018, la commune comptait 601 hommes pour 571 femmes, soit un taux de 51,28 % d'hommes, largement supérieur au taux départemental (48,50 %).
Les pyramides des âges de la commune et du département s'établissent comme suit.
| Hommes | Classe d’âge | Femmes |
| ------ | ------------ | ------ |
| 0,5    | 90 ou +      | 0,6    |
| 3,2    | 75-89 ans    | 4,9    |
| 10,8   | 60-74 ans    | 9,5    |
| 22,9   | 45-59 ans    | 21,8   |
| 19,5   | 30-44 ans    | 21,6   |
| 19,6   | 15-29 ans    | 17,7   |
| 23,5   | 0-14 ans     | 24,0   |

| Hommes | Classe d’âge | Femmes |
| ------ | ------------ | ------ |
| 0,5    | 90 ou +      | 1,6    |
| 5,6    | 75-89 ans    | 8,9    |
| 16,7   | 60-74 ans    | 18,1   |
| 20,2   | 45-59 ans    | 19,2   |
| 18,9   | 30-44 ans    | 18,1   |
| 18,2   | 15-29 ans    | 16,2   |
| 19,9   | 0-14 ans     | 17,9   |

### Sports et loisirs
À proximité de l'autoroute A16 se trouve un lac où le scooter des mers est pratiqué.

## Culture locale et patrimoine

### Lieux et monuments

#### Monument historique
- Le moulin à vent appelé moulin Blanc ou moulin Lianne, situé rue du Sauve-en-Temps. Ce moulin fait l’objet d’une inscription au titre des monuments historiques depuis le 14 novembre 1977[36].

#### Autres lieux et monuments
- L'église Sainte-Thérèse-de-l'Enfant-Jésus date de 1936.
- Le monument aux morts[37].
- L'ancienne gare située sur la ligne de Coudekerque-Branche aux Fontinettes.
- Les anciennes casemates.
- Le séchoir à chicorée Vermersch, 12 rue de la Serpentine au lieu-dit le Courgain. Il fonctionnait avec des fours à coke et a cessé de fonctionner vers 1964-1965[38].
- Il existait de 1901 à 1977 un autre moulin sur la commune (le moulin Gourdin ou moulin des Olieux), érigé auparavant à Audruicq, aujourd'hui restauré et installé depuis 1977 sur le site du musée des moulins à Villeneuve-d'Ascq.

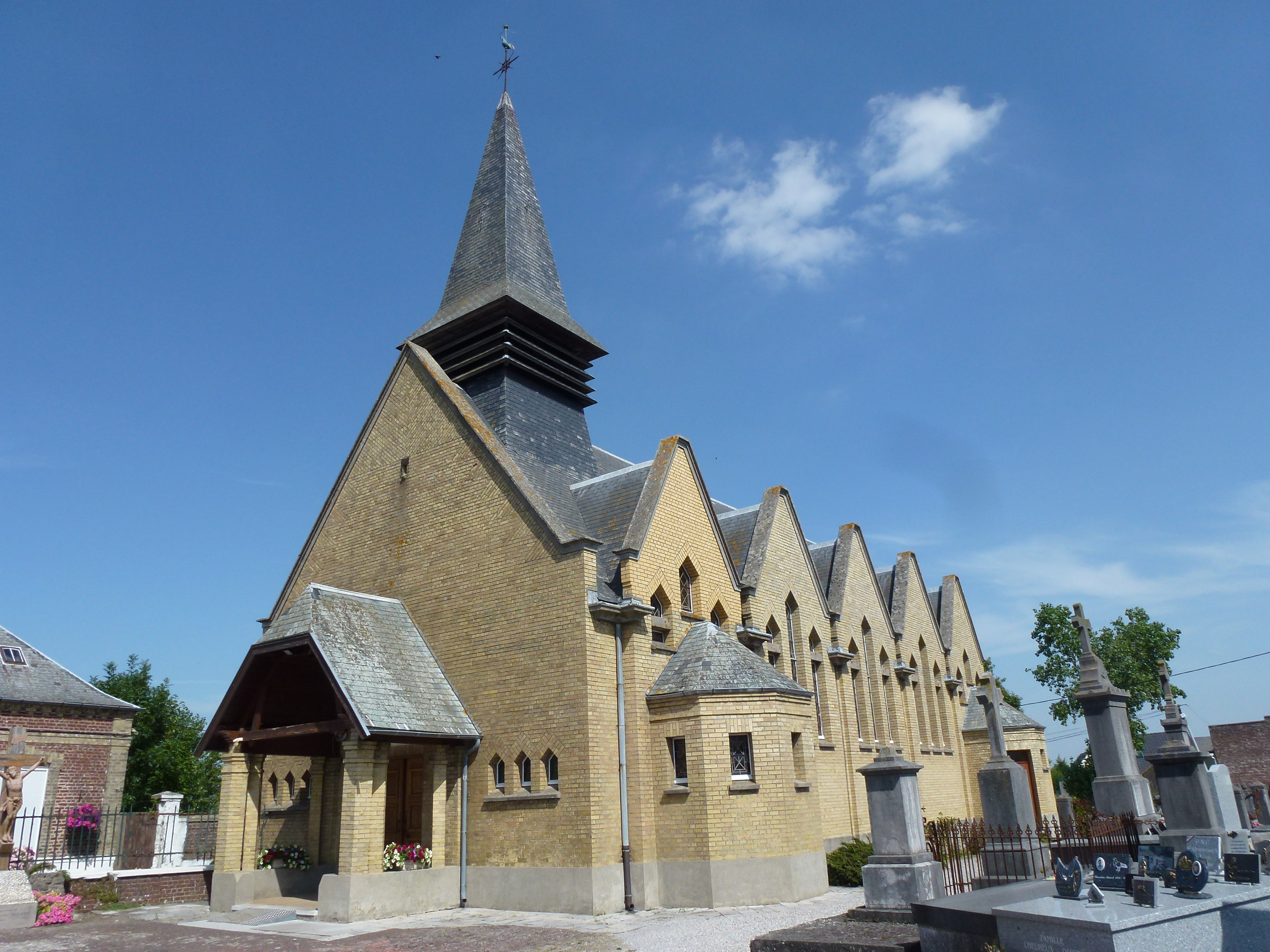
L'église.
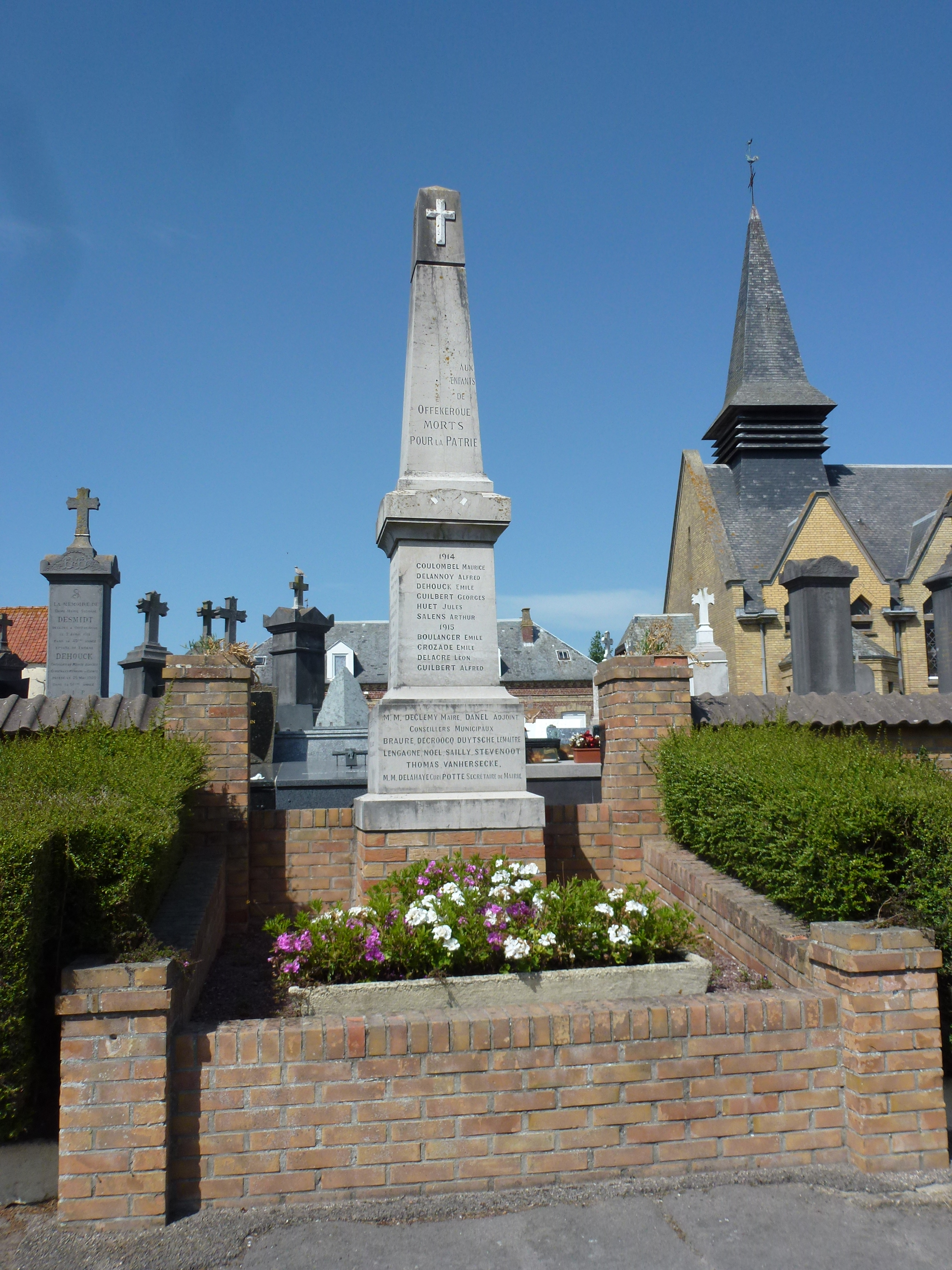
Le monument aux morts.
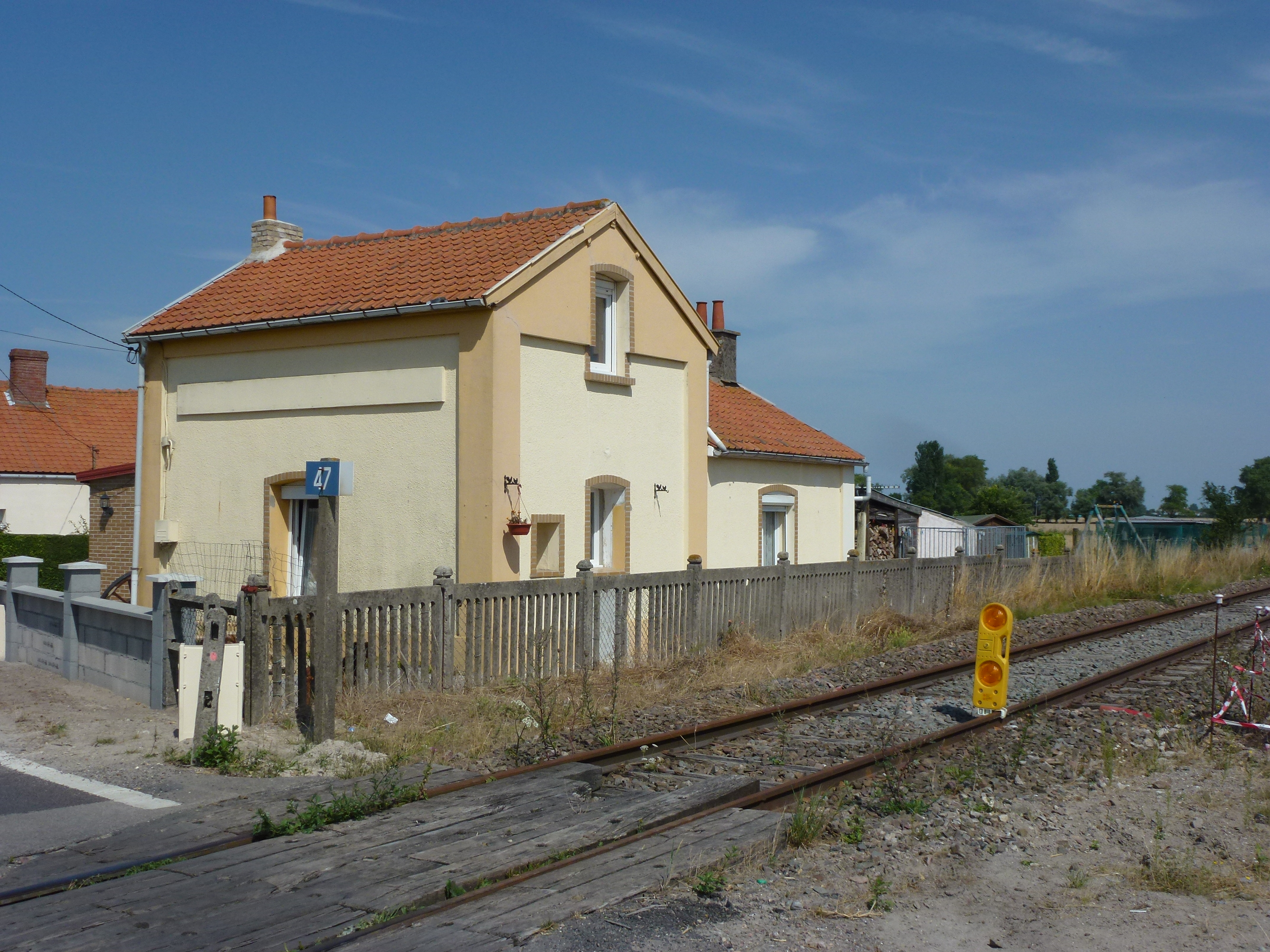
L'ancienne gare.
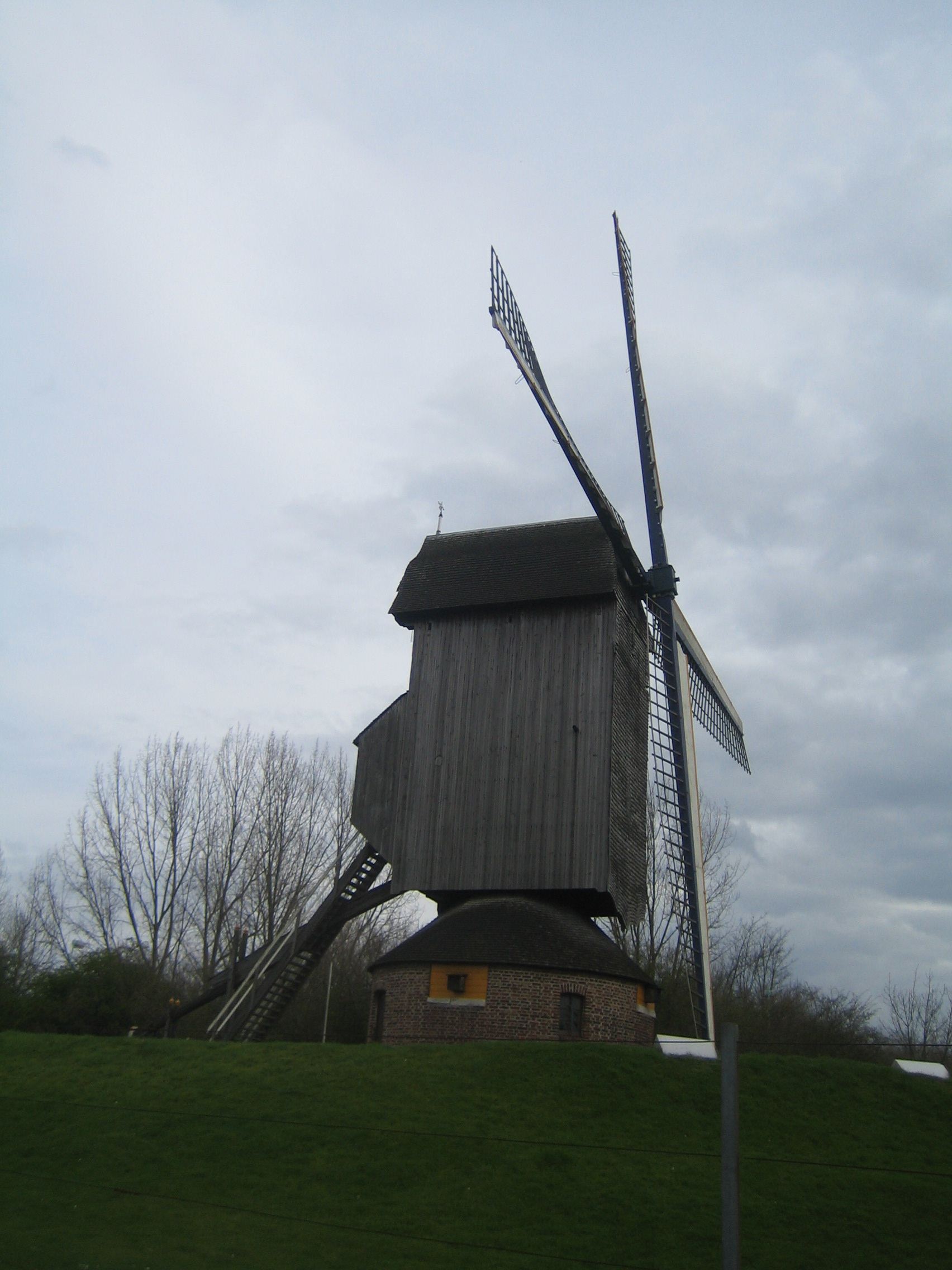
Le moulin des Olieux au musée des moulins à Villeneuve-d'Ascq.

### La commune dans les arts
- 2024 : L'Amour ouf, film réalisé par Gilles Lellouche, acteurs principaux François Civil, Adèle Exarchopoulos et Benoît Poelvoorde, scènes tournées à Coquelles, Marck et Offekerque, sortie prévue en octobre 2024[39],[40].

### Héraldique
| Blason de Offekerque | Blason  | D'argent à la chouette effraie de gueules posée de front. |
| Blason de Offekerque | Détails | Le statut officiel du blason reste à déterminer.          |

## Pour approfondir

#### Bases de données, dictionnaires et encyclopédies
- Ressources relatives à la géographie :   - Insee (communes)
  - Ldh/EHESS/Cassini
- Ressource relative à plusieurs domaines :   - Annuaire du service public français
- Notices d'autorité :   - BnF (données)